# Edwin Klebs
Edwin Theodor Albert Klebs (6. únor 1834 – 23. říjen 1913) byl německo-švýcarský patolog, bakteriolog a fyziolog. V roce 1869 objevil Klebsův-Löfflerův bacil (Corynebacterium diphtheriae), který je původcem záškrtu. Ovlivnil též vývoj mikroskopie, když do ní zavedl impregnaci parafínem. V letech 1873-1882 působil na pražské Karlo-Ferdinandově univerzitě. V letech 1879–80 byl děkanem lékařské fakulty UK v Praze. Rod bakterií klebsiella je pojmenován na jeho počest. Narodil se v dnešním Kaliningradě (tehdy pruský Königsberg), zemřel v Bernu. Byl žákem Rudolfa Virchowa na univerzitě ve Würzburgu. Jeho syn Arnold Klebs byl lékařem.